# Ташкурган (река)
Ташкурган (Ташкургандарья, кит. 塔什库尔干河, Сарыкол, уйг. ساريكۆل‎, кит. 色勒库尔) — река в Китае, крупнейший левый приток Яркенда. Относится к бассейну Тарима. Образуется при слиянии рек Карачукурсу (Кара-Кочур, 喀拉其库尔河) и Хунджераб (红其拉甫). Течёт по территории юго-западной части Синьцзян-Уйгурского автономного района. Начало реки находится на территории Ташкурган-Таджикского автономного уезда в округе Кашгар, близ границы с пакистанской провинцией Гилгит-Балтистан, афганским Бадахшаном и такжикской Горно-Бадахшанской автономной областью. Течёт около 70 километров на север по широкой высокогорной долине (свыше 3 тыс. метров над уровнем моря), вдоль границы с Таджикистаном.  Долина Ташкургана отделена от Таджикистана Сарыкольским хребтом на западе, а с востока ограничена хребтом Ташкургантаг. У посёлка Ташкурган принимает левый приток Тагармасу, поворачивает на восток и входит на высоте 2972 метров над уровнем моря в узкое извилистое ущелье, которое разделяет Кашгарский хребет на севере и хребет Ташкургантаг на юге. У входа в ущелье находится плотина «Сябаньди» водохранилище объемом 8,67 млн кубометров и гидроэлектростанция. Течёт на восток около 60 километров и впадает в Яркенд на высоте 1830 метров над уровнем моря в уезде Акто Кызылсу-Киргизского автономного округа.

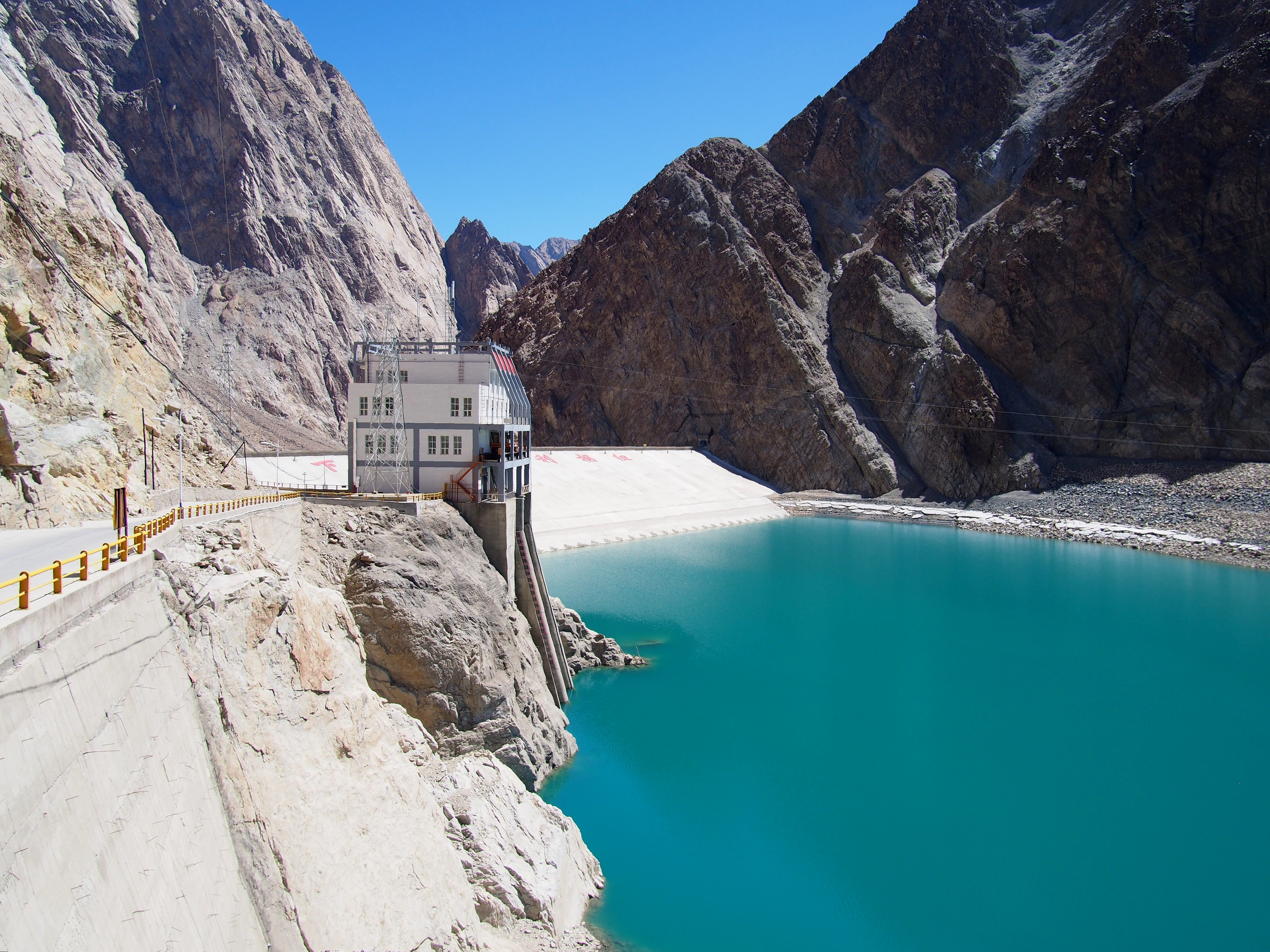
Плотина «Сябаньди» на реке Ташкурган

Общая длина реки составляет 169 километров, средняя ширина 100—130 метров, преобладающие глубины 2—3 метра. В сезон паводков глубина реки достигает 3—5 метров.
На участке от устья Хунджераба до Ташкургана по долине реки проходит Каракорумское шоссе.

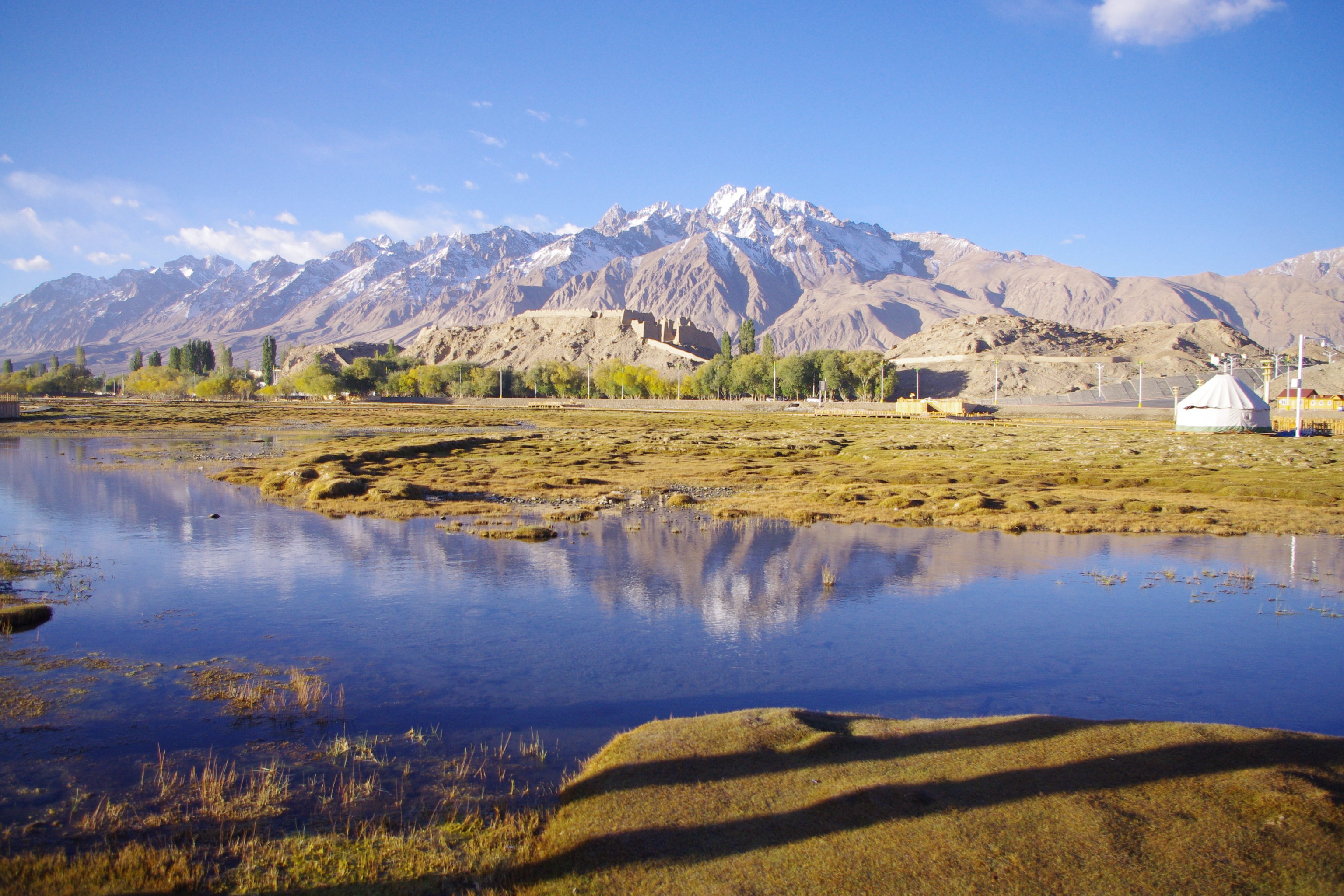
Вид на крепость Шитоу в посёлке Ташкурган и Сарыкольский хребет

Топоним Ташкурган уйгурского происхождения (уйг. تاشقۇرغان‎) и означает «каменная крепость». Руины крепости Шитоу (кит. 石头城 «каменная крепость») находятся на возвышении в посёлке Ташкургане. Посёлок Ташкурган был столицей государства Цепаньто (Гебаньдо, кит. 渴盤陀國), а позже, в эпоху Тан — важным стратегическим пунктом на Великом шёлковом пути.
Река имеет несколько равно употребимых топонимов — Тагдунбаш, Ташкурган, Сарыкол, Тизнаф и Яркенд. Топоним Сарыкол означает «жёлтая река» (кирг. сары «жёлтый», кол «река») и дал название Сарыкольскому хребту. Также топоним Сарыкол дал название сарыкольцам, одному из памирских народов и носителям сарыкольского языка. 
Сарыкольцы — единственный из памирских народов, живущий только на территории Восточного Туркестана. Являются потомками древнего коренного населения. Расселены в долине реки Ташкурган и в долинах её притоков Тагармасу, Вача, а также в долине реки Марьян и в долине реки Раскемдарья ниже устья Марьяна. В долине реки Ташкурган проживает также другой памирский народ — ваханцы, говорящие на ваханском языке.
Корнилов, побывавший в Ташкургане, пишет, что «представителями древней арийской расы в Кашгарии являются таджики Сарыкола… Сарыкольские таджики, или «сарыколи» как они называют себя, живут оседло в долинах Ташкургана, Тагармы, Вачи, Мариона и по Яркенд-дарье от Мариона до Касараба… По своему происхождению сарыкольцы — родственники таджикам Вахана, Шугнана и Рошана; говорят на особом наречии древне-персидского языка».
Сарыкольский язык принадлежит к числу памирских восточноиранских языков индоевропейской семьи и в классификационном отношении входит в шугнано-рушанскую группу памирских языков. Сарыкольский язык — бесписьменный, поэтому школа и средства массовой информации в среде сарыкольцев функционировали на уйгурском языке, что и обусловило двуязычие долины Ташкургана (Сарыкола).